# Соппи, Брандон
Бёну́ Жунио́р Брандо́н Дефло́ Соппи́ (фр. Beanou-Junior Brandon Deflo Soppy; 21 февраля 2002) — французский футболист, правый защитник итальянского клуба «Аталанта».

## Клубная карьера
Воспитанник футбольной академии «Ренна». 22 августа 2020 года дебютировал в основном составе «Ренна» в матче французской Лиги 1 против «Лилля».
В августе 2021 года перешёл в итальянский клуб «Удинезе».

## Карьера в сборной
Выступал за сборные Франции до 16, до 17, до 18 и до 20 лет.